# 鲨鱼
鲨鱼是軟骨魚纲板鳃亚纲鲨总目（學名：或）的各种水生脊椎动物的通称，至今已經演化出約500個不同的種，划分为現存9目（由於分类学家的意见不一致）。广义上，“鲨鱼”一词还可以包括许多不属于鲨总目但形态相似的史前软骨鱼类，比如已灭绝的旋齿鲨、弓鲨和栉棘鲨等。现生最小的鯊魚為侏儒鯊（Etmopterus perryi），僅有17（6.7英寸）長；最大的鯊魚則為鯨鯊（Rhincodon typus），超過12（40英尺）甚至更大。
鯊魚分布於全世界的海域，甚至是1,000（3,300英尺）的深海。少數鯊魚如低鰭真鯊（牛鲨）或露齒鯊屬具有广盐性，可同時生活於淡水、半咸水與海水水域。除了其中三种（鲸鲨、巨口鲨和姥鲨）是以滤食为主的食浮游生物动物以外，鲨鱼大多食肉，以其它鱼类、蛸类、甲壳类、海洋爬行动物（主要是海龟）和海洋哺乳动物为食，是绝大多数海洋生态系统的顶级掠食者。
鲨鱼普遍有高度流線、適合游泳的外型；全身覆滿了盾鳞，除了保護鯊魚免於受傷或被寄生蟲寄生外還可以增進它們的流體動力，讓它們游得更快速。鯊魚體側用於呼吸的鳃裂有5～7个，没有硬骨鱼所拥有的可泵水的肋廓和鳃盖，必须游动才能保证水流过鳃部进行气体交换，同时也必须不断游动获得流动升力才能维持不下沉。它們有數套可替換的牙齒。鲨鱼的感觉器官相当灵敏，甚至能嗅出几公里之外的魚類血腥味，有時船尾的常旋翼舵会搅断鱼類使其產生血腥味，所以多有鲨群尾随跟吃。它們拥有一个叫做劳伦氏壶腹的特殊感觉器官，具有感应电信号的能力，可以此发觉隐藏在沙底下的獵物。人类熟知的鲨鱼種類包括鼬鯊、鯖鯊屬、雙髻鯊、長尾鯊、大白鯊、巨齿鯊等，多數鯊魚受到人類活動的影響數量已大幅減少。

## 分类
- 鲨总目 Selachimorpha
- - 真鯊總目 Galeomorphii
    - 鼠鲨目 Lamniformes
    - 真鲨目 Carcharhiniformes（白眼鮫目）
    - 鬚鮫目 Orectolobiformes
    - 虎鲨目 Heterodontiformes

  - 角鯊總目 Squalomorphii
    - 六鳃鲨目 Hexanchiformes
    - 角鲨目 Squaliformes
    - 锯鲨目 Pristiophoriformes
    - 扁鲨目 Squatiniformes

## 演化歷程

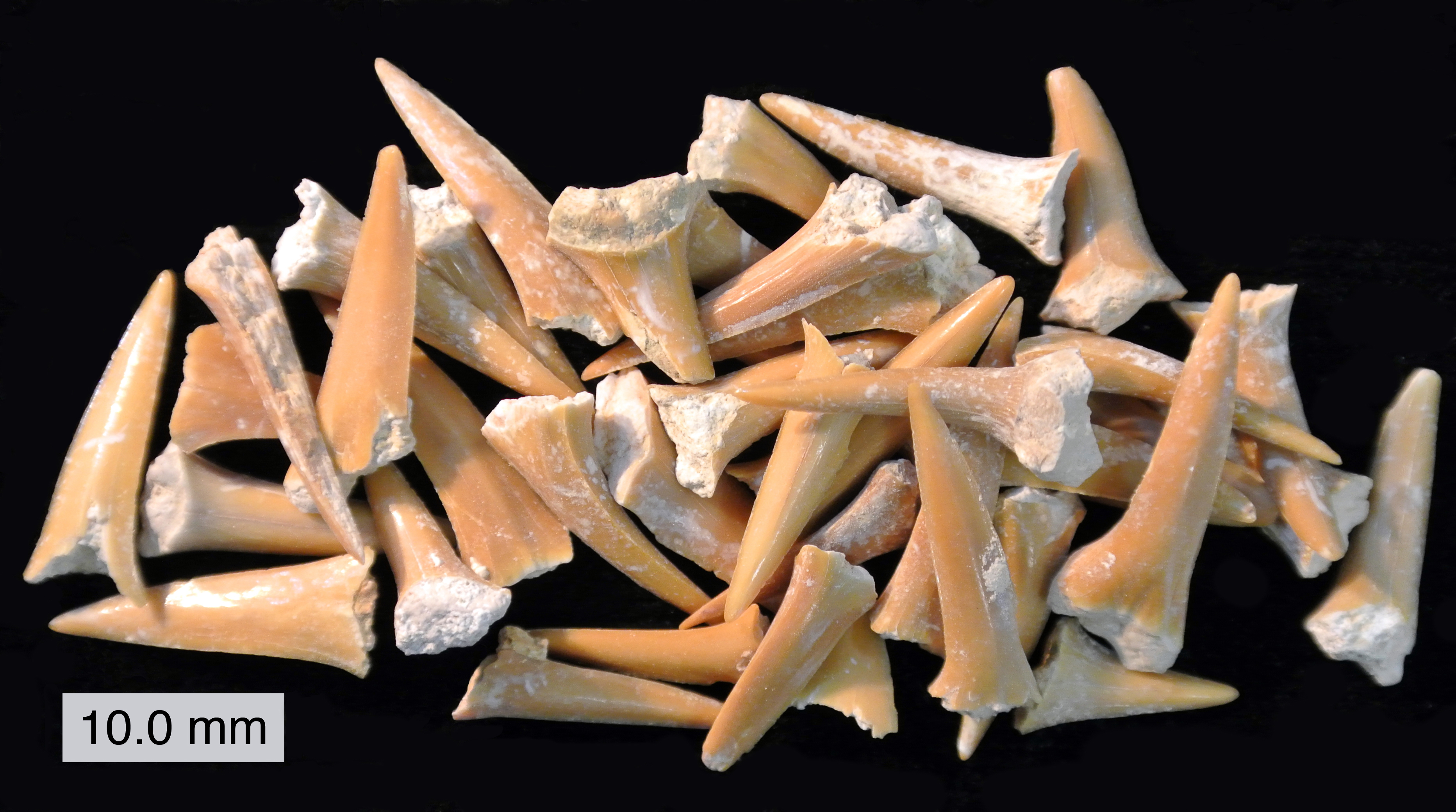
來自白堊紀的鯊魚牙齒化石

巨齒鯊與鲸鲨、大白鯊、人的大小对比

现代鯊魚在侏儸紀至白堊紀出現，鼠鯊目的牙齒在白堊紀早期就能發現。最晚演化出的鯊魚為雙髻鯊，在渐新世才有化石出現。在中新世時，耳齒鯊科的鯊魚演化出十分巨大的體型，包括著名的巨牙鯊。巨牙鯊的體長估計最長可達 23（75英尺），平均則約為 16—20（52—66英尺），遠超過最大的大白鯊，8（26英尺）與 12.65米（42英尺）的鯨鯊。鲨鱼的内部部分由灵活的软骨组成，而不是骨头。鲨鱼有软骨骨架，头部两侧有 5 到 7 个鳃裂，这些鳃用于呼吸和从水中提取氧气。

## 身體構造

身體部位

### 牙齒

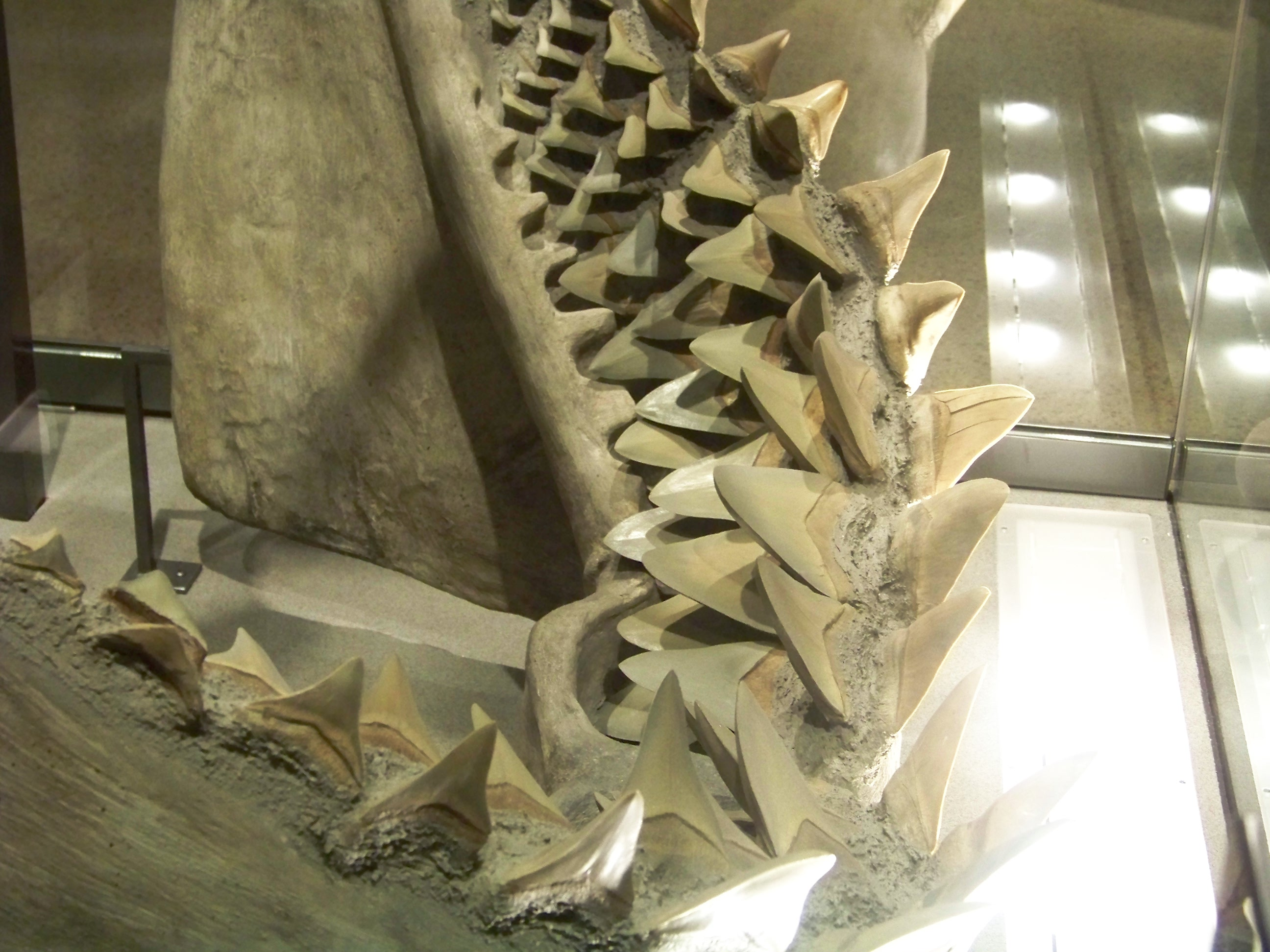
鯊魚牙齒

鯊魚的牙齒並不是直接固定在顎上，而是嵌在牙齦中。它們的牙齒在一生中會不斷地更新替換，有些鯊魚在一生中甚至會替換掉3萬顆以上的牙齒。替換用的牙齒原本長在上下顎內的溝槽中，接著慢慢像輸送帶一樣往前移動替補。替換的頻率從10天左右到數個月都有可能。大部分的種類都是一次替換一顆牙齒，只有巴西達摩鯊會一次替換整排牙齒。
根據鯊魚食性的不同，它們也有不同形狀的牙齒：以軟體動物或甲殼類為食的鯊魚，有較平的牙齒容易輾碎食物；以魚為食的有針狀的牙齒用來緊咬獵物；而以更大的動物例如海洋哺乳類為食的鯊魚，則有尖銳的下顎牙齒和鋸齒狀的上顎牙齒，分別用來抓住和切割獵物的肉；以浮游生物為食的種類，像是鯨鯊和姥鯊，則只有小型而無功能的牙齒。

### 骨骼
鯊魚的骨骼和硬骨魚及陸上的脊椎動物有很大的不同。鯊魚和其它軟骨魚的骨骼是由軟骨和結締組織構成的。軟骨耐用而且有彈性，但是密度只有硬骨的一半左右，由此減低了整副骨架的重量，對鯊魚來說可以節省能量。鯊魚沒有胸廓，所以如果鯊魚在陸地上，它身體的重量會把自己壓垮。

### 顎
鯊魚的顎部沒有和頭骨相連。因為顎的表面會遭遇到巨大的物理壓力，也由於顎部對於力量的需求，所以顎和鯊魚的脊椎骨與鰓弧一樣，都需要額外的支撐：顎部有一層小型的六角形板陣，是由鈣鹽結晶塊組合成馬賽克一般的結構而成，這層結構可以提供鯊魚的顎部很強的力量，超過一般硬骨組織的能力。
普通的鯊魚只有一層這種稱為「紙皮石狀晶層（tesserae）」的結構，但一些比較大型的鯊魚，如公牛鯊、鼬鯊或大白鯊，可能有兩、三層或更多，基本上這取決於鯊魚的體型，有些大型的大白鯊就可能有五層。鯊魚吻部柔軟和富彈性的軟骨同樣也有助於吸收衝擊的力道。

### 盾鱗
它們有高度流線、適合游泳的外型，全身覆滿了盾鱗，盾鱗除了保護鯊魚免於受傷或者被寄生，還可以增進它們的流體動力，讓它們游得更快速。

### 鰓裂
軟骨魚綱的魚類都具有鰓裂，鰓裂不能像其他硬骨魚的鰓蓋，能用肌肉主動鼓動造成水壓，讓水循環過鰓，而只是水流出口。因此，有些種類的鯊魚必須不斷的游動，讓海水進入口中，經過鰓進行氣體交換後，再從鰓裂外流進去。然而，有不少的鯊魚種類不必游動也能進行呼吸，如鱟鮫等。

### 鰭
鯊魚全身上下約有6-8片鰭，都各有各的功用。胸鰭控制方向，背鰭保持平衡，尾鰭提供前進的力量。有些底棲性鯊魚背鰭上具有硬棘，可供自衛，有些甚至制造毒素。

### 尾巴
鯊魚的尾鰭跟其他魚類一樣，都具有提供前進及改變方向的功能，但各種鯊魚的尾鰭在協助其獵捕及行動上都有各種的幫助。一般在大洋中活動的鯊魚，為了能在海中追逐獵物，因此其尾鰭通常上葉都與下葉差不多等長（例如大白鯊），可進行短距離的衝刺。還有一種是上下葉不對稱，平時在海中游速緩慢，但在偷襲時具有爆發性的衝刺。長尾鯊科的鯊魚尾鰭上葉特長（長尾鯊的尾鰭上葉長度可超過身體的一半），可擊昏獵物，亦可防禦。其他像扁鯊或護士鯊這類底棲性鯊魚，尾巴幾乎沒有了下葉，好方便於海底活動。

### 感官
鯊魚的感覺器官相當靈敏，甚至能嗅出幾公里之外的魚類血腥味。它們具有感應電流的能力，並可以此發覺隱藏在沙底下的獵物肌肉或心臟所發出的微弱生物電。

## 生命歷程

### 出生
大白鯊的幼胎在肚子中孵化時，會在母鯊的子宮內同類相殘，吃掉其他的兄弟姊妹，或是未孵化的鯊卵。由此可見這種殺手本能是從未出生時就開始養成。
鯊魚的成長相當的緩慢，這段期間牠們會捕捉小魚、軟體動物、甲殼類。公鯊平均9歲時才算性成熟，母鯊則可能要10歲以上。

### 繁殖

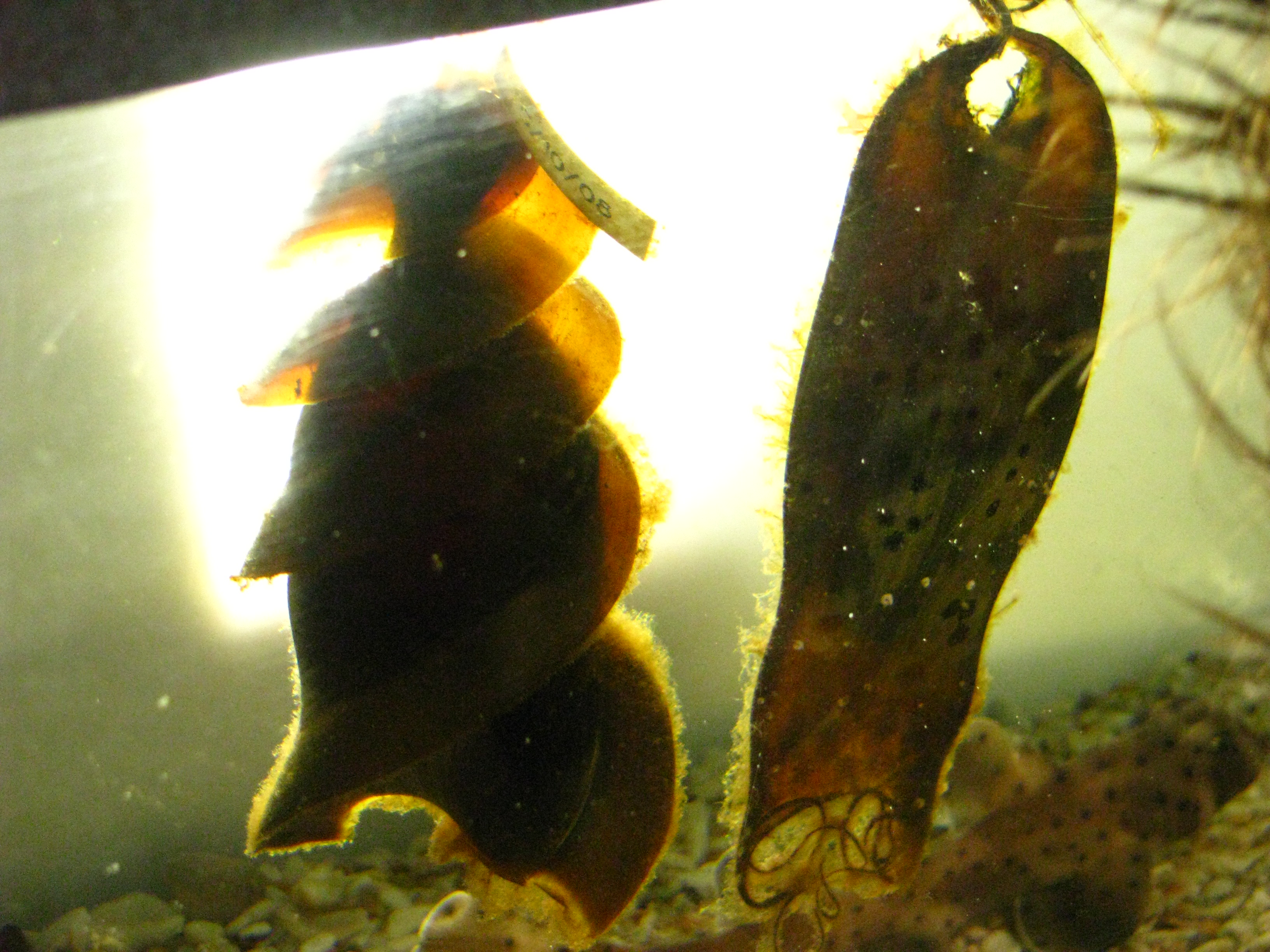
左邊是佛氏虎鯊蛋，右邊是Swell shark蛋

不同種類鯊魚的繁殖方式各異，有卵胎生、卵生或胎生的方式。
公鯊魚的腹鰭後方有一對類似於哺乳動物的陰莖的器官，被稱為鰭足，以體內授精方式繁殖的鯊魚會透過插入鰭足將精子送入母鯊魚中。

### 壽命
鯊魚的寿命长度因种类而不同，大多数的鲨鱼的寿命在20到30年间，白斑角鯊的寿命，可以超过100年，鯨鯊可能也有超過100年的寿命，格陵蘭鯊魚壽命可達400歲，是地球上已知最長壽的脊椎動物，其長壽主因是，這種動物的生長速度非常慢，大約每年只長1公分，在150歲時性發育才達成熟階段。依放射性碳定年技術測得資料推算，格陵蘭鯊魚的平均年齡大約為272歲，最長壽命絕對超過400歲。科學家說，牠們長壽的重要因素就是「慢慢長」加上「慢慢活」。

## 行為
大型的鯊魚通常都單獨行動（如果有必要，也會成群行動）。大白鯊和鼬鮫有成群合作獵食鯨豚的紀錄。很多真鯊科的鯊魚則會成群聚集，甚至也會有如海豚般成群合作狩獵。
鯊魚依據種類的不同，捕食的方法最多能分成四種。

### 濾食性
這類鯊魚包括鯨鯊、姥鯊、巨口鯊等。濾食性的鯊魚通常口極大，但牙齒細小，因此在海中必須將嘴巴張大，濾食被吸進來的小魚小蝦、烏賊或浮游生物，多餘的海水再從鰓裂排出。

### 掠食性
這是大多數鯊魚廣泛的捕食習性。這類鯊魚通常具有尖銳的牙齒，且速度較為敏捷，在海中捕食魚類、烏賊、海鳥、海洋哺乳動物為食。掠食性鯊魚捕食獵物時，通常採取偷襲或短距離追捕等方式，有些鯊魚是讓獵物失血過多而死。如大白鯊，牠們在攻擊海面上的海豹時，會先在水底埋伏，因為大白鯊背部的顏色與海水深處的黑色極像，因此獵物不容易察覺。而長尾鯊的獵食方式則較令人驚奇，牠們利用長型尾將獵物擊昏或劈砍，再進而進食。

### 食腐性
這類鯊魚通常居住在深海，因此尋找食物不易，因此大多吃沉入海底的動物屍體為主。不過若在食物不充足的情況下，亦捕捉魚類或軟體動物、甲殼類等。這類鯊魚包括灰六鰓鯊。但食腐其實是鯊魚的天性，掠食性鯊魚也會吃腐肉，曾有人目睹一群鯊魚在海岸啃噬鯨魚的屍體，但也不表示鯊魚特別傾愛腐肉。

### 寄生性
這類鯊魚體型通常不大，其口部特化，能吸附在鯨豚或魚類的身上，啃食其肉，如雪茄達摩鯊。被寄生後的海豚，通常都會因身體衰弱而擱淺，因此在很多的海豚擱淺案件中，不少都是因遭達摩鯊咬傷而造成。但達摩鯊並非完全靠寄生過活，牠們亦會捕捉軟體動物、甲殼類動物。

## 智慧
鯊魚是非常聰明的動物，擁有優秀的學習能力。此外，鯊魚也可以像鯨豚和海獅一樣被訓練。

## 生態
從沿岸淺海，一直到大洋區、深海，都一直有鯊魚的蹤影。鯊魚是海洋食物鏈中的高級消費者甚至頂級消費者，也因為如此，在人類不斷濫捕的情況下使鯊魚的數量嚴重減少，若再繼續獵捕下去，最終使海洋的生態系崩潰。因此鯊魚是海洋中絕對不可少的魚類。

## 與人類的互動

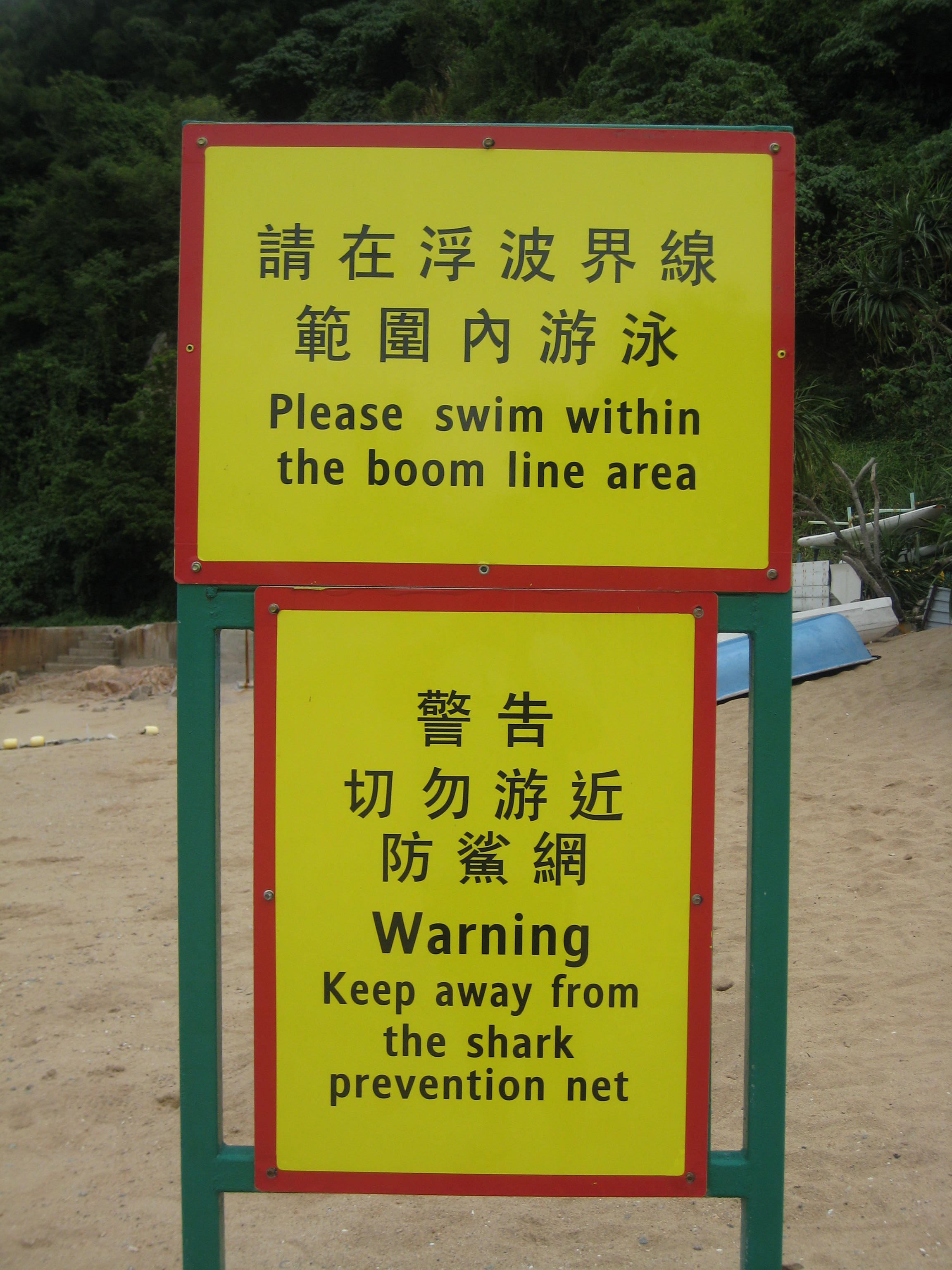
鯊魚警示牌 (香港)

大多數的鯊魚都被電影情節醜化，而成為可怕的吃人怪獸。事實上在數百種的鯊魚之中，只有幾種才會對人類有威脅與吃人的紀錄。所有鯊魚中，以大白鯊、鼬鯊（Tiger shark）、公牛鯊這3種危險性最高，而亦有報告指出遠洋白鰭鯊也可以包含在高度危險性的鯊魚名單中，因為牠們攻擊人類的紀錄比上述這三種還多。
當然並非所有的鯊魚都十分兇猛，如鯨鯊就是相當溫馴的濾食性鯊魚。牠們對人類完全沒有任何的威脅，潛水人可以跟牠們一起共游，甚至還能撫摸牠的身體。有些國家還有潛水觀賞鯊魚的旅遊活動，如菲律賓的北宿霧因為有許多長尾鯊的棲息而吸引遊客前來，因此為當地許多居民帶來可觀的收入。
在帛琉、斐濟與美拉尼西亞等地，當地人民崇拜並敬畏鯊魚，太平洋許多群島上的原住民認為鯊魚會引領祖先到他們所該去的地方。
在大航海時代和近代，歐洲船隊遠航到亞洲期間為了解決食物供給問題，經常就地取材，各種魚類（包括鯊魚）和鳥類都是他們的目標。荷東印度公司船長斯達弗里納斯在1768年的航海記錄中，記錄了當時追逐鯊魚的目的更多是運動項目而非進食。鯊魚鱼鳍有時也會作為水手的食物。

## 保护
有说法称每隔一年就有一亿鲨鱼被人类杀害。其他质疑者认为充其量二千六百万-七千三百万。人类食用鱼翅汤是导致鲨鱼数量减少的一大因素。魚漿製品也多有以鯊魚為原料者，比如說鯊魚黑輪、鯊魚甜不辣、鯊魚丸等。鲨鱼是一个生态系统的必要组成部分， 而人类活动可能导致它们灭绝。一些国家（如帛琉），建立了“鲨鱼避难所”，以防止他们被杀害。

### 帛琉
帛琉在2003年時成立了世界第一座的「鯊魚保護區」，嚴禁在此進行捕魚活動。

### 美國
美國夏威夷州最早規定禁止販賣和食用魚翅，違者可罰款5,000至15,000美元，现在已有多个州采取相同规定。议员霍夫曼评论道：“从活生生的鲨鱼身上切下鱼翅再把它们扔回海里的做法不仅残酷，还动摇食物链并伤害我们的海洋。”“加州的立法迈出了一大步让这些食肉动物恢复数量并让我们的海洋回复平衡。”有声音说这是文化不平等，在一份中文报道中，伍国庆说鲨鱼在西方社会被大量捕杀，猎取其中的鱼油等成分，其鱼翅被大量丢弃。内中还说鱼翅含有害成分并无实在科学根据但是中文报道中存在编造：加州沿海的鲨鱼总数都远少于32万。伍国庆在英文报道中只说到该法案是强加给华人社区的，提到鲨鱼肉鲨鱼油的是一名业主。

### 中国大陆
部分种类的鲨鱼在中国大陆并非保护动物，因此不少地方都有贩卖鲨鱼肉的商家。然而由于鲨鱼肉口感极差，且异味浓重，故并不是很受消费者欢迎，一般只用于加工成鱼丸等鱼浆制品。

### 台灣
中華民國政府自2008年起立法保護鯨鯊，不過仍有不法漁民不斷私自濫捕。
在2010年6月7日時，有漁民曾於屏東車城海域發現一條重達165公斤的公牛鯊，疑似因為為了捕食箱網中的魚類而卡住，發現時已不幸死亡，7天後又發現一隻，重約320公斤。7月8日也捕獲一隻，第四隻於同月15日發現。由於發現地點都和熱門旅遊景點墾丁南灣相當接近，因此在當時造成相當大的風波。專家指出有可能是暖化使公牛鯊遷徙至台灣南部海域覓食。後來在2011年也有多次發現紀錄，2012年甚至有衝浪客聲稱在南灣發現小型鯊魚，不過後來都沒有捕獲。
中華民國農委會漁業署自2012年起全面要求台灣漁船捕鯊時，要「全魚入港」、「帶鰭上岸」，違者不僅會依法罰款，情節重大違規甚至會被吊銷執照，是亞洲第一個針對鯊魚割鰭棄身開罰的國家。漁業署說明台灣並非完全禁捕鯊魚，不吃魚翅也非終極目標，但一定要讓魚翅來源合法，必須是合法取得，而非非法屠宰，才能兼顧飲食文化與漁民利益，讓漁業資源永續經營。
漁業署也在2013年3月5日正式公告「大白鯊、象鮫及巨口鯊漁獲管制措施」，回應民間團體訴求及國際鯊魚保育潮流，比照鯨鯊保育管理模式，第一步先規範通報管制措施。依據該公告，該年4月1日起，漁民若捕獲「大白鯊、象鮫及巨口鯊」，需通報漁業署，並由學術單位進行科學採樣及蒐集生物學資料後，始得拍賣及利用魚體。且學術單位可優先依議價、購買，作為科學研究及教學展示之用。

### 香港
由於部分地区人喜歡以鯊魚作為食物，尤其是魚翅。
在香港水域中，至今紀錄有八種鯊魚出沒，亦曾有五個泳客被鯊魚咬死。而全部都是發生於西貢水域，其中1995年6月，最高紀錄中兩星期內，有三位泳客遇害。可是鯊魚並不只在西貢裡出沒，還會在港島中灣、赤柱及南灣等地方亦有鯊魚的蹤影。2006年8月31日，康文署於石澳泳灘的防鯊網外發現兩條灰礁鯊的屍體。
現在，香港海洋公園設有「鯊魚館」，於1989年落成。但為了改養中華鱘，已經於2008年改建，部份鯊魚會改放在海洋館裡飼養，或送去外地，令部分保育人士不滿意。到2014年7月，「尋鯊探秘」於海洋公園開幕，宣揚保護鯊魚的訊息。

### 躲避鯊魚攻擊方法
鯊魚並不會隨意攻擊，也對人血毫無興趣，但還是應避免在鯊魚出沒海域遊玩，如衝浪板的形狀看似海豹，會使他們想掠食。

## 大眾文化中的鯊魚

### 電影
- 大白鯊：1975年美國的驚悚電影
- 大白鲨2
- 鲨鱼黑帮
- 海底总动员
- 八爪狂鯊
- 水深火熱
- 靈魂衝浪手
- 絕鯊島
- 巨齿鲨
- 巨齒鯊2：海溝深淵

### 書籍
- 大白鯊 (小說)：1974年發行的小說
- 鯊魚哥(サメーズ)：アリムラモハ的漫畫作品

### 體育運動
- 阿德萊德鯊魚：澳洲棒球聯盟的棒球隊
- 聖荷西鯊魚：國家冰球聯盟的球隊

### 軍事
- 長尾鯊級核動力攻擊型潛艇：美國海軍的第三代攻擊型核子潛艇
- 鯊魚級潛艇 (朝鮮)：朝鮮的微型潛艇

### 其他
- IKEA的鯊魚玩偶BLÅHAJ
- 噶嗚·古拉：hololive旗下的英語虛擬YouTuber

## 延伸阅读
[在维基数据编辑]
 《欽定古今圖書集成·博物彙編·禽蟲典·鯊魚部》，出自陈梦雷《古今圖書集成》

## 外部連結
- （英文）WikiAnswers: questions and answers about Sharks （页面存档备份，存于）
- （英文）South African Marine Predator Lab （页面存档备份，存于） a research institute studying marine top predators.
- （英文）Shark Research Institute （页面存档备份，存于）
- （英文）Greenland Shark and Elasmobranch Education and Research Group （页面存档备份，存于）
- （英文）The International Shark Attack File （页面存档备份，存于）
- （英文）Shark Trust Organization （页面存档备份，存于）
- （英文）ReefQuest Centre for Shark Research （页面存档备份，存于）
- （英文）ECOCEAN Whale Shark Photo-identification Library （页面存档备份，存于）
- （英文）Updated list of all known shark species （页面存档备份，存于）
- （英文）Global Shark Attack File （页面存档备份，存于）
- （英文）Shark Research Committee （页面存档备份，存于）
- （英文）Shark Pictures and Elasmobranch Field Guide （页面存档备份，存于）
- （英文）Shark pictures on Morphbank （页面存档备份，存于）
- （英文）Shark pictures by Wolfgang Leander （页面存档备份，存于）
- （英文）Shark cartoons